# Josep Aymat Segimon
Josep Aymat Segimon (Reus 4 de juliol de 1852 - principis del segle xx) va ser un militar català, germà de l'artista pintor i gravador Antoni Aymat Segimon.
Era fill d'Antoni Aymat, argenter de Tarragona, i de Maria Segimon, de Reus. Va estudiar comerç a Barcelona. L'any 1873 va ingressar voluntari a l'exèrcit, i destinat a Barcelona va entrar en combat quasi immediatament participant a la Tercera Guerra Carlina per diferents indrets de Catalunya, i per les seves actuacions va rebre una Creu del Mèrit Militar amb distintiu vermell, i va ser ascendit a sergent. La seva columna va ser transferida al País Basc en persecució de les partides carlines i allà va aconseguir altres condecoracions. L'any 1876, amb el grau d'alferes, va ser traslladat a Cuba on va obtenir el grau de tinent per mèrits de guerra.
Tornat a la península, va col·laborar al periòdic La Renaixensa amb articles de temàtica militar. L'any 1883 va prendre part en un certamen organitzat per l'exèrcit i va aconseguir un premi per la seva obra titulada «Concentración de un ejército de observación sobre la frontera francesa», que no es va arribar a publicar, segons diu Joaquim Santasusagna.
L'any 1887 es va casar amb Adela Mareca Dellahone, nascuda a Figueres. Va ser destinat a Filipines l'any 1895, i en va tornar quatre anys després amb el grau de capità i amb noves condecoracions. Un dels fets militars que li va valdre una medalla va ser la recuperació de les caixes de cabals de l'exèrcit que havia robat un escamot de sublevats. Va ser destinat a Barcelona, on va ocupar càrrecs administratius. Va publicar una Monografía geográfica con el plano y guía de las calles de la ciudad de Reus (Reus: Establecimiento Tipográfico Sanjuán hermanos) l'any 1905. El 1912 va ascendir a comandant, i es va retirar de l'exèrcit el 1914.
Va obrir, amb el seu germà, un establiment a Barcelona dedicat a l'elaboració de vidres de colors i cristalls gravats. Va morir en data indeterminada.